# پرتقال خونی
پرتقال خونی یا پرتقال توسرخ، یکی از گونه‌های پرتقال است که بخش گوشتی آن به رنگ خون است. این‌گونه پرتقال معمولاً از پرتقال‌های معمولی کوچکتر است. قرمز بودن رنگ این پرتقال به دلیل وجود آنتوسیانین است که رنگدانه معمولی در گل‌ها و میوه‌ها است، ولی در مرکبات نادر است. پوست این پرتقال معمولاً سفت‌تر از انواع دیگر است و بر روی پوست انواعی از این پرتقال ها رنگ تیره‌ای وجود دارد.

## ویژگی‌ها
پرتقال خونی به دلیل دارا بودن مقادیر بسیاری آنتو سیانین برای درمان بیماری‌های قلبی بسیار مفید است. پرتقال خونی حاوی رنگدانه‌های قرمز رنگ شفابخشی است که دانشمندان معتقدند آب این پرتقال برای درمان بسیاری از اختلالات پزشکی از جمله چاقی، بیماری‌های قلبی و حتی سندروم درد روده بزرگ مفید است.
پرتقالهای خونی حاوی مقادیر بسیاری آنتو سیانین هستندو رنگدانه‌های قرمز، بنفش و آبی این میوه از بدن در برابر بیماری‌های بسیاری محافظت می‌کنند.
مطالعات نشان می‌دهد که آب پرتقال خونی از چاق شدن جلوگیری می‌کند و کسانیکه آب پرتقال خونی می‌نوشند در مقایسه با کسانیکه از آب پرتقال معمولی استفاده می‌کنند، کمتر در معرض حملات قلبی و عروقی قرار می‌گیرند.
در یک تحقیق از میان ۲۵ داوطلبی که صبحانه مفصلی میل می‌کردند افرادی که آب میوه پرتقال خونی می‌نوشیدند به مراتب کمتر از دیگر افراد در معرض حملات قلبی و عروقی قرار گرفتند.

## شیوهٔ کشت
کشت پرتقالهای خونی بسیار دشوار است چرا که بایستی بی‌درنگ پیش از برداشت در دمای سرد قرار گیرند تا ساخت آنتوسیانین در آن ایجاد گردد. براین مبنا کشت پرتقال خونی در دامنهٔ یکی از کوه‌های سیسیل انجام می‌شود اما دانشمندان امیدوارند با انجام اصلاح ژنتیکی در درختهای پرتقال، دامنهٔ کشت این نوع پرتقال را در بیشتر نواحی گسترش دهند.
به‌دلیل این که شرایط آب و هوایی ویژه‌ای که برای کشت پیش از زمان برداشت باید این نوع پرتقالها در معرض هوای سرد قرار بگیرند این نوع پرتقالها مورد نیاز است برای همه دسترسی به آب پرتقال خونی امکان‌پذیر نیست.این نوع از پرتقال در مازندران نیز به وفور یافت میشود.